# Старая Шарповка
Старая Шарповка (укр. Стара Шарпівка) — село,
Яцынский сельский совет,
Путивльский район,
Сумская область,
Украина.
Код КОАТУУ — 5923888405. Население по переписи 2001 года составляло 131 человек.

## Географическое положение
Село Старая Шарповка находится на левом берегу реки Клевень,
выше по течению на расстоянии в 2 км расположено село Яцыно.
На расстоянии в 2 км расположено село Новая Шарповка.
Река в этом месте извилистая, образует лиманы, старицы и заболоченные озёра.
Рядом проходит автомобильная дорога Т-1911.

## История
В селе Шарфове, принадлежавшем полковнику Андрею Шарфе, в 1721 году была построена часовня.

## Экономика
- Молочно-товарная ферма (разрушена).